# Mike Wainwright

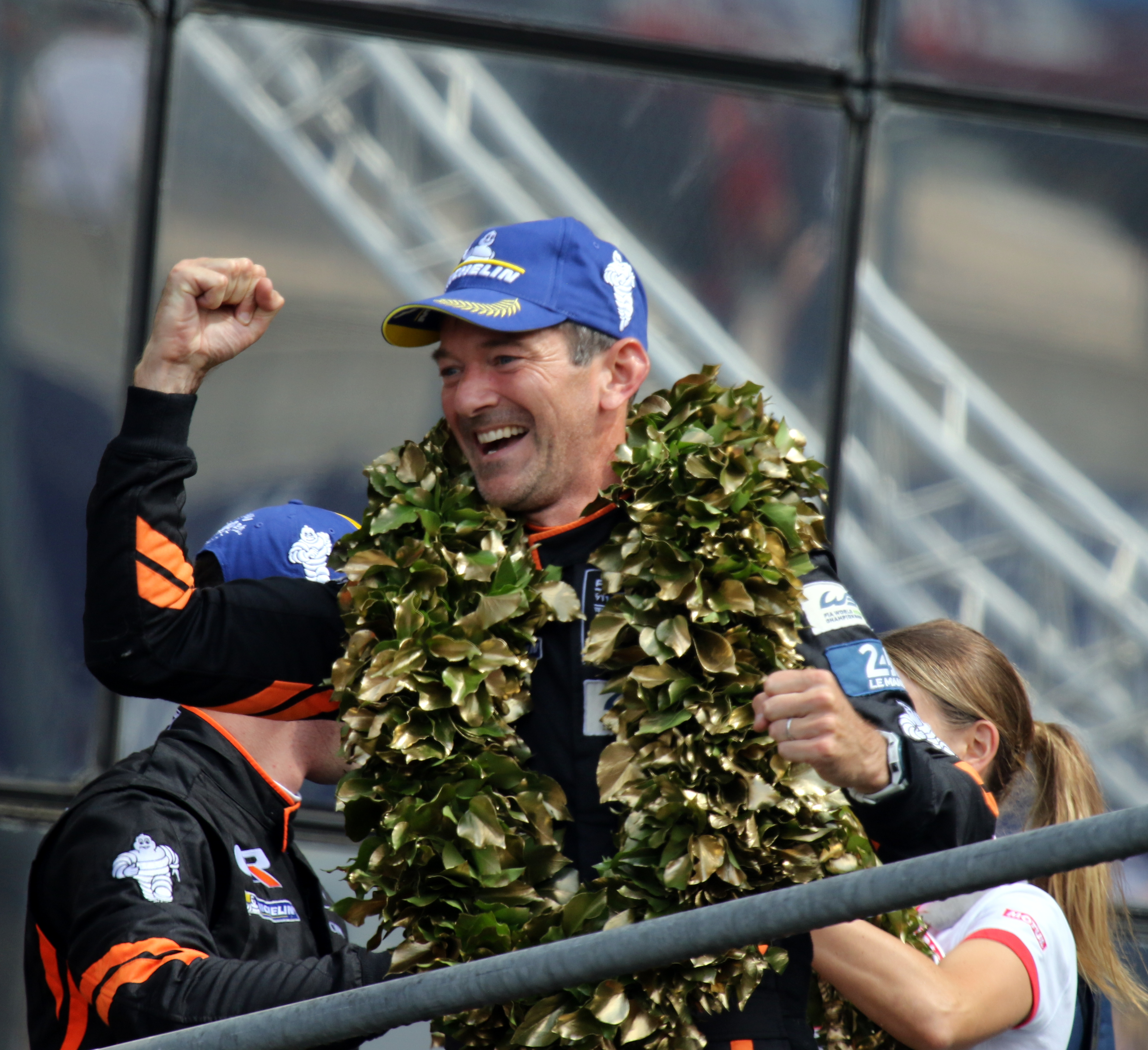
Mike Wainwright 2023 in Le Mans

Michael Stuart „Mike“ Wainwright (* 25. Juli 1973 in Worcester) ist ein britischer Geschäftsmann und Autorennfahrer.

## Geschäftliche Tätigkeit
Mike Wainwright studierte Versicherungsmathematik an der Southampton Solent University und kam 1996 als Erdöl- und Rohstoffhändler zu Trafigura, wo er in den folgenden Jahren unterschiedliche Funktionen übernahm. 2008 stieg er als Chief Operating Officer ins Trafigura Management Board auf.

## Karriere im Motorsport
2010 begann Mike Wainwright als Herrenfahrer mit dem GT- und Sportwagensport. Erste Rennen fuhr er in den französischen GT-Meisterschaft und der FIA-GT3-Europameisterschaft. Ab 2011 ging er für Gulf Racing in der European Le Mans Series und im International GT Open an den Start. 2011 gab er auch seine Debüts beim 24-Stunden-Rennen von Le Mans und dem 12-Stunden-Rennen von Sebring. Seit 2016 startet er regelmäßig in der FIA-Langstrecken-Weltmeisterschaft und konnte dabei einen Sieg in der GTE-Klasse erreichen.
Seine bisher beste Gesamtplatzierung in Le Mans war der 29. Rang 2023 und der dritte Platz in der GTE-Am-Klasse.

## Statistik

### Le-Mans-Ergebnisse
| Jahr | Team                 | Fahrzeug                    | Teamkollege     | Teamkollege  | Platzierung | Ausfallgrund |
| ---- | -------------------- | --------------------------- | --------------- | ------------ | ----------- | ------------ |
| 2011 | Gulf AMR Middle East | Aston Martin V8 Vantage GT2 | Fabien Giroix   | Roald Goethe | Ausfall     | Unfall       |
| 2016 | Gulf Racing          | Porsche 911 RSR             | Adam Carroll    | Ben Barker   | Rang 33     |              |
| 2017 | Gulf Racing          | Porsche 911 RSR             | Nick Foster     | Ben Barker   | Rang 38     |              |
| 2018 | Gulf Racing          | Porsche 911 RSR             | Alex Davison    | Ben Barker   | Rang 40     |              |
| 2019 | Gulf Racing          | Porsche 911 RSR             | Thomas Preining | Ben Barker   | Rang 38     |              |
| 2020 | Gulf Racing          | Porsche 911 RSR             | Andrew Watson   | Ben Barker   | Rang 29     |              |
| 2021 | Gulf Racing          | Porsche 911 RSR-19          | Tom Gamble      | Ben Barker   | Rang 43     |              |
| 2022 | GR Racing            | Porsche 911 RSR-19          | Riccardo Pera   | Ben Barker   | Rang 37     |              |
| 2023 | GR Racing            | Porsche 911 RSR-19          | Riccardo Pera   | Ben Barker   | Rang 29     |              |
| 2024 | GR Racing            | Ferrari 296 GT3             | Riccardo Pera   | Daniel Serra | Rang 39     |              |

### Sebring-Ergebnisse
| Jahr | Team                 | Fahrzeug                | Teamkollege   | Teamkollege  | Platzierung | Ausfallgrund |
| ---- | -------------------- | ----------------------- | ------------- | ------------ | ----------- | ------------ |
| 2011 | Gulf AMR Middle East | Aston Martin V8 Vantage | Fabien Giroix | Roald Goethe | Ausfall     | Mechanik     |

### Einzelergebnisse in der FIA-Langstrecken-Weltmeisterschaft
| Saison  | Team        | Rennwagen       | 1   | 2   | 3   | 4   | 5   | 6   | 7   | 8   | 9   |
| ------- | ----------- | --------------- | --- | --- | --- | --- | --- | --- | --- | --- | --- |
| 2016    | Gulf Racing | Porsche 911 RSR | SIL | SPA | LEM | NÜR | MEX | AUS | FUJ | SHA | BAH |
| 2016    | Gulf Racing | Porsche 911 RSR | DNF | 23  | 33  | 28  | 25  | 25  | 27  | 29  | 29  |
| 2017    | Gulf Racing | Porsche 911 RSR | SIL | SPA | LEM | NÜR | MEX | AUS | FUJ | SHA | BAH |
| 2017    | Gulf Racing | Porsche 911 RSR | 24  | DNF | 38  | 27  | 23  | DNF |     |     | 25  |
| 2018/19 | Gulf Racing | Porsche 911 RSR | SPA | LEM | SIL | FUJ | SHA | SEB | SPA | LEM |     |
| 2018/19 | Gulf Racing | Porsche 911 RSR | 29  | 40  | 22  | 26  | 30  | 23  | 31  | 38  |     |
| 2019/20 | Gulf Racing | Porsche 911 RSR | SIL | FUJ | SHA | BAH | AUS | SPA | LEM | BAH |     |
| 2019/20 | Gulf Racing | Porsche 911 RSR | 21  | 26  | 27  | 21  | 25  | 26  | 29  | 17  |     |
| 2021    | Gulf Racing | Porsche 911 RSR | SPA | POR | MON | LEM | BAH | BAH |     |     |     |
| 2021    | Gulf Racing | Porsche 911 RSR | DNF | 25  | 27  | 43  | 23  | 28  |     |     |     |
| 2022    | Gulf Racing | Porsche 911 RSR | SEB | SPA | LEM | MON | FUJ | BAH |     |     |     |
| 2022    | Gulf Racing | Porsche 911 RSR |     | 26  | 37  | 34  | 35  | 28  |     |     |     |
| 2023    | GR Racing   | Porsche 911 RSR | SEB | POR | SPA | LEM | MON | FUJ | BAH |     |     |
| 2023    | GR Racing   | Porsche 911 RSR | 23  | 31  | 31  | 29  | 24  | 30  | 29  |     |     |
| 2024    | GR Racing   | Ferrari 296 GT3 | KAT | IMO | SPA | LEM | SAO | AUS | FUJ | BAH |     |
| 2024    | GR Racing   | Ferrari 296 GT3 | 39  |     |     |     |     |     |     |     |     |